# 阿飛正傳
《阿飛正傳》是1990年上映的一部香港劇情片，由王家卫執導，多位香港影壇巨星演出，包括張國榮、劉德華、張曼玉、劉嘉玲、张学友、潘迪華、梁朝偉，電影於香港及菲律宾取景拍攝。本片囊括第10屆香港電影金像獎及第28屆金馬獎共十一項大獎，包括最佳電影、最佳導演等重要獎項，張國榮憑此電影獲得惟一一座香港電影金像獎最佳男主角獎項。在2005年，獲香港電影金像獎協會票選為「最佳華語片一百部」第三名。

## 劇情
1960年代初香港，英俊不覊的旭仔（阿飞）（张国荣 饰）是上海移民，他从未见过生母，自小由养母（潘迪華 飾）养大，因此长大后他对生命中遇到的每一个女人都冷酷无情。放荡不羁的他先后与南華體育會售票员苏丽珍（张曼玉 饰）和舞女咪咪（刘嘉玲 饰）同居，但后来又相继抛弃了她们。旭仔决要找到生母，为此他隻身前往菲律賓，可是生母拒見，旭仔帶著怨恨離開。旭仔在離開香港前，將車子給予歪仔（張學友 飾）。咪咪發現旭仔走了，問歪仔知不知道他在那裡，歪仔告訴她旭仔去了菲律賓，並將旭仔的車子賣掉，將錢給她去菲律賓找旭仔。
一直暗恋苏丽珍的警察超仔（刘德华 饰）目睹了苏丽珍与旭仔的决裂，并在母亲死后，决定改行去跑船。超仔在菲律宾唐人街又遇上了旭仔，不過他假裝自己不認識他。不久，旭仔因為買賣假護照而在一场殴鬥中身负重伤，超仔問他記不記得某年4月16日下午3時他在做甚麼，旭仔說要記得的他永遠記得，但是他叫超仔告訴苏丽珍他已經不記得了。最後超仔守着死在一列异国火车上的旭仔。
在影片結尾，周慕雲（梁朝偉 飾）整裝待發，踏出自己的路途。

## 演員表

### 主要演員
| 演員   | 角色                 | 關係/暱稱                    |
| 張國榮 | 旭仔 / 阿飛          |                              |
| 刘德华 | 超仔                 | 警察，暗戀蘇麗珍。           |
| 张曼玉 | 苏丽珍               | 在澳門長大，旭仔的女友。     |
| 刘嘉玲 | 咪咪（梁鳳英）       | 旭仔的女友                   |
| 张学友 | 歪仔                 | 旭仔的好友，暗戀咪咪         |
| 潘迪華 | 麗貝卡               | 旭仔的養母。                 |
| 梁朝偉 | 下一個阿飛（周慕雲） | 為《花樣年華》、《2046》主角 |

### 其他演員
- 達尼洛·安圖內斯：飾 麗貝卡的舊情人
- 蒂塔·穆尼奧斯（英语：Tita_Muñoz）：飾 旭仔的生母
- 馬里托尼·費爾南德斯（英语：Maritoni_Fernandez）：飾 飯店侍女

## 軼事
張國榮於紅館開33場封咪演唱會前，已落實接拍吳宇森電影《縱橫四海》，並且已經成功簽署片約並收取片酬，他的原意是在紅館開完演唱會及拍竣《縱橫四海》後便移居加拿大，事實卻剛剛相反。黎明前經理人陳善之（當時是華星娛樂的職員）是第一個讓張國榮遇上王家衛導演的中間人，王家衛最初找張國榮拍《阿飛正傳》時，本來只打算讓他客串拍兩星期的戲。但後來王家衛認為張國榮表現優異，逐漸加重他的戲份，結果由只是友情客串變成了第一男主角。第一天戲份於皇后飯店拍攝，六個主演的演員齊集現場拍攝，第一個試鏡的是张学友，他要吃二十多份意大利粉；緊接是刘嘉玲，共拍了98個抽煙鏡頭；張國榮緊隨其後，拍了14個玩牙籤鏡頭；至於梁朝偉，只需6個鏡頭便完成拍攝。
至於九龍城寨的戲份，張國榮於溫哥華待了接近九個月後，終於被王家衛召回香港，曾於九龍城寨實地取景。在拍攝襲擊欺騙養母潘迪華的菲籍特約演員時，承諾賠償受傷演員的醫療費用。張國榮的煞科戲，攝製隊於菲律賓只拍攝了一星期左右，他更是素顏上陣，以演繹憔悴的容顏。片末從行駛中的火車一躍而下的一幕，由於拍攝場景位處大片蕉林，王家衛為免吊鋼線會造成危險，便用蒙太奇加插槍手射殺哥哥的一幕。
對於片尾出現的梁朝偉是否周慕雲，於《2046》已作暗示。《2046》中指出周慕雲在往昔曾經是個賭徒，而《阿飛正傳》中的梁朝偉也是飾演賭徒，只是在《花樣年華》時期的周慕雲改行轉為報章作家。其實，最後一幕梁朝偉出現本來是為《阿飛正傳2》作引線，但由於本片的票房失利，《阿飛正傳2》也被擱置。事實上，王家衛曾被問到《花樣年華》是否《阿飛正傳2》，王家衛回應指梁朝偉和張曼玉的角色在《阿飛正傳》同是單身，但在《花樣年華》是已婚；王家衛的答案，暗示了《花樣年華》是延續《阿飛正傳》中他們兩人的角色的故事。
梁朝偉一開始演的時候，沒有特別的想法，只是理所當然地表演。才演沒多久，王家衛叫停了，「你這是演員出門？還是賭徒出門？」梁朝偉當場愣了一下，想起自己演電視時許多鏡頭都是沒有意義的，只是因為剛好存在而存在。他問王家衛，王家衛也不清楚，就叫梁朝偉找個賭徒問一問。

## 電影配樂及歌曲
〈Always In My Heart〉(1964)
- 演奏：Los Indios Tabajaras
- 來自Los Indios Tabajaras專輯《Always In My Heart》

〈Jungle Drums〉〈María Elena〉〈Jungle Drums〉〈Siboney〉(1961)
- 演奏：Xavier Cugat & His Orchestra
- 來自Xavier Cugat專輯《Viva Cugat!》

〈My Shawl〉
- 演奏：Xavier Cugat & His Orchestra

| 曲別   | 歌名               | 作曲                  | 作詞   | 編曲   | 演唱者 |
| ------ | ------------------ | --------------------- | ------ | ------ | ------ |
| 主題曲 | 《是這樣的》(1992) | E.Lecuona / J.Cacabas | 鍾曉陽 | 陳明道 | 梅艷芳 |

'是這樣的' / 編曲, 陳明道 ; 作詞, 鍾曉陽 ; 主唱, 梅艷芳 ; 提供聲帶, 華星娛樂有限公司. 主題曲.
'何去何從之阿飛正傳' / 曲, E. Lecuona, J. Cacavas ; 詞, 黃鬱 ; 編曲, George Leong ; 主唱, 張國榮. 國語. 主題曲. 3'16".

## 獎項
| 年份 | 頒獎典禮              | 獎項               | 名單           | 結果 |
| ---- | --------------------- | ------------------ | -------------- | ---- |
| 1991 | 法國南特影展          | 最佳女主角         | 劉嘉玲         | 獲獎 |
| 1991 | 第10屆香港電影金像獎  | 最佳電影           |                | 獲獎 |
| 1991 | 第10屆香港電影金像獎  | 最佳導演           | 王家衛         | 獲獎 |
| 1991 | 第10屆香港電影金像獎  | 最佳編劇           | 王家衛         | 提名 |
| 1991 | 第10屆香港電影金像獎  | 最佳男主角         | 張國榮         | 獲獎 |
| 1991 | 第10屆香港電影金像獎  | 最佳女主角         | 劉嘉玲         | 提名 |
| 1991 | 第10屆香港電影金像獎  | 最佳女配角         | 潘迪華         | 提名 |
| 1991 | 第10屆香港電影金像獎  | 最佳攝影           | 杜可風         | 獲獎 |
| 1991 | 第10屆香港電影金像獎  | 最佳剪接           | 譚家明         | 提名 |
| 1991 | 第10屆香港電影金像獎  | 最佳美術指導       | 張叔平         | 獲獎 |
| 1991 | 第36屆亞太影展        | 最佳導演           | 王家衛         | 獲獎 |
| 1991 | 第36屆亞太影展        | 最佳女配角         | 潘迪華         | 獲獎 |
| 1991 | 第36屆亞太影展        | 最佳攝影           | 杜可風         | 獲獎 |
| 1991 | 第36屆亞太影展        | 評審團大獎         |                | 獲獎 |
| 1991 | 第28屆金馬獎          | 最佳劇情片         |                | 提名 |
| 1991 | 第28屆金馬獎          | 最佳導演           | 王家衛         | 獲獎 |
| 1991 | 第28屆金馬獎          | 最佳男主角         | 張國榮         | 提名 |
| 1991 | 第28屆金馬獎          | 最佳女主角         | 劉嘉玲         | 提名 |
| 1991 | 第28屆金馬獎          | 最佳女配角         | 潘迪華         | 獲獎 |
| 1991 | 第28屆金馬獎          | 最佳美術設計       | 張叔平         | 獲獎 |
| 1991 | 第28屆金馬獎          | 最佳造型設計       | 張叔平         | 獲獎 |
| 1991 | 第28屆金馬獎          | 最佳剪輯           | 譚家明、奚傑偉 | 獲獎 |
| 1991 | 第28屆金馬獎          | 最佳錄音           | 陳偉雄         | 獲獎 |
| 1997 | 第2屆香港電影金紫荊獎 | 十年來最佳香港電影 | 阿飛正傳       | 獲獎 |

## 榮譽
- 香港電影金像獎協會主辦的「最佳華語電影一百部」獲選為第三名
- 香港電影評論學會主辦的「十大香港電影」獲選為第一名
- 臺北金馬影展執行委員會主辦的「影史百大華語電影」獲選為第四名

## 播放時間
| 香港 無綫電視翡翠台 星期日13:15-15:20節目 | 香港 無綫電視翡翠台 星期日13:15-15:20節目    | 香港 無綫電視翡翠台 星期日13:15-15:20節目 |
| ----------------------------------------- | -------------------------------------------- | ----------------------------------------- |
|                                           | （道地星期日影院）阿飛正傳 （2021年3月28日） |                                           |
| 瞬間看地球 （2021年3月28日）              | 開館有益 （2021年3月28日）                   |                                           |

## 外部連結
- 香港影庫上《阿飛正傳》的資料（繁體中文）
- 開眼電影網上《阿飛正傳》的資料（繁體中文）
- 豆瓣电影上《阿飛正傳》的資料 （简体中文）
- 时光网上《阿飛正傳》的資料（简体中文）
- AllMovie上《阿飛正傳》的资料（英文）
- 爛番茄上《阿飛正傳》的資料（英文）
- 互联网电影数据库（IMDb）上《阿飛正傳》的资料（英文）